# Pressió de radiació
La pressió de radiació és la pressió exercida sobre qualsevol superfície exposada a la radiació electromagnètica. Si és absorbida, la pressió és la densitat del flux de l'energia dividida per la velocitat de la llum. Si la radiació és totalment reflectida, la pressió de radiació es duplica. Serveixi d'exemple, la radiació del sol en la Terra té una densitat de flux de 1370 W/m², per tant la pressió de radiació és 4.6 μPa (absorbida.

## Història
El fet que la radiació electromagnètica exerceix una pressió sobre qualsevol superfície exposada a ella va ser deduït teòricament per James Clerk Maxwell en 1871, i demostrat experimentalment per Piotr Lebedev en 1900 i per Nichols i Hull en 1901. La pressió és molt feble, però pot ser detectada mitjançant una fina superfície feta de metall reflectint suspesa perpendicularment en la direcció de la llum en un radiòmetre de Nichols

## Teoria
Pot ser demostrat mitjançant la teoria electromagnètica, la mecànica quàntica o la termodinàmica, sense haver de fer més suposicions sobre la naturalesa de la radiació, que la que la pressió contra una superfície exposada en l'espai travessada per una radiació uniformement en totes direccions és igual a un terç de l'energia total radiada per unitat de volum dintre d'aquest espai.
Per a la radiació d'un cos negre, en equilibri amb la superfície exposada, la densitat d'energia és, d'acord amb la llei de Stefan-Boltzmann, igual a σT4/3c; en la qual σ és la constant de Stefan-Boltzmann, c és la velocitat de la llum, i T és la temperatura absoluta de l'espai. Una tercera part d'aquesta energia és igual a 6.305×10−17T4 J/(m³K4), la qual és per tant igual a la pressió en pascals.

### En l'espai interplanetari
Per exemple, en el punt d'ebullició de l'aigua (T = 373.15 K), la pressió solament augmenta a 3 micropascals. Si la radiació és direccional (en l'espai interplanetari, la pràctica totalitat del flux d'energia prové del Sol), la pressió de radiació es triplica, fins a σT4/c. Una vela solar a la distància on la temperatura de radiació és la del punt d'ebullició de l'aigua podria així arribar a uns 22 µPa. Aquestes pressions tan febles són, no obstant això, capaces de produir marcats efectes en petites partícules com gas ionitzat i electrons, i cal considerar-los en l'emissió d'electrons des del Sol, el material provinent d'estels, i altres.

### En l'interior estel·lar
En l'interior de les estrelles les temperatures són molt altes. Els models estel·lars prediuen temperatures de 15 MK en el centre del Sol i en el cor d'estrelles supergegants la temperatura pot ser superior a 1 GK. Degut al fet que la pressió de radiació augmenta segons la temperatura elevada a la quarta potència, aquesta (la pressió de radiació) es torna important a l'arribar a aquestes temperatures. En el sol la pressió de radiació contínua sent massa petita comparada amb la pressió del gas. En les estrelles més pesades, la pressió de radiació és la principal component de la pressió total.

## Veles solars
Les veles solars, és un mètode proposat de propulsió espacial, usaria la pressió de radiació del Sol com força motriu. La sonda privada Cosmos 1 hauria usat aquesta forma de propulsió.

## La pressió de radiació en acústica
En acústica, la pressió de radiació és la força de pressió unidireccional exercida en una interfase entre dos mitjans deguda al pas d'una ona de so 